# Papalić
Papalić (lat. Papali, de Papalis), splitska patricijska obitelj koja je početkom 14. stoljeća doselila iz Poljica. Pripadnici obitelji su od sredine 14. stoljeća živjeli u četvrti Sv. Marije (Sv. Duha).
Krajem 15. ili početkom 16. stoljeća izgradili su dvokatnu gotičko-renesansnu palaču u staroj jezgri Splita koja je postala sastajalište splitskih humanista (zgrada je danas prenamijenjena u Muzej grada Splita). U šubićevoj ulici se nalazi i Mala Papalićeva palača.

## Povijest
Rodonačelnik obitelji je Krstul Petrov, koji se spominje u dokumentima 1327. kao viječnik i 1344. kao sudac, te u zapisnicima Velikog vijeća od 1352. – 1359. Krstulovi sinovi Petar, Matej i Nikola zabilježeni su, u drugoj polovici 14. stoljeća, na dužnosti rektora, sudaca te članova Velikoga vijeća, dok je četvrti brat, Dominik, izabran 1366. godine za splitskog kanonika.
U drugoj polovici 15. stoljeća djelovali su Matej i Dujam, koji je 1457. godine bio izabran za poljičkoga kneza. Najpoznatiji odvjetak obitelji bio je Dmine (Dominik), koji je početkom 16. stoljeća pronašao hrvatsku redakciju Ljetopisa popa Dukljanina koju je na latinski preveo Marko Marulić.
Obitelj izumire u muškoj lozi 1739. godine smrću Tome Papalija, sina Alberta i Pelegrine Cipci, koji je sa suprugom Elizabetom Alberti imao četiri kćeri, od kojih najmlađa Angiola, kao opatica Delizia umire 1803. godine i pokopana je u crkvi sv. Marije de Taurello.
Istaknuti pripadnici ove obitelji su i Jeronim Papalić i Albert Papalić.